# Laroque-de-Fa
Laroque-de-Fa é uma comuna francesa na região administrativa de Occitânia, no departamento de Aude. Estende-se por uma área de 20,41 km². Em 2010 a comuna tinha 158 habitantes (densidade: 7,7 hab./km²).